# ブランドバーグ山
ブランドバーグ山（英語、Brandberg Mountain）とは、ナミビア・エロンゴ州にある山。標高は2606m。花崗岩質の岩石でできている山体は、約650km2にわたって広がっている。この山には別名も存在し、例えばヘレロ語ではオムクルバロと呼ぶ。

## 説明

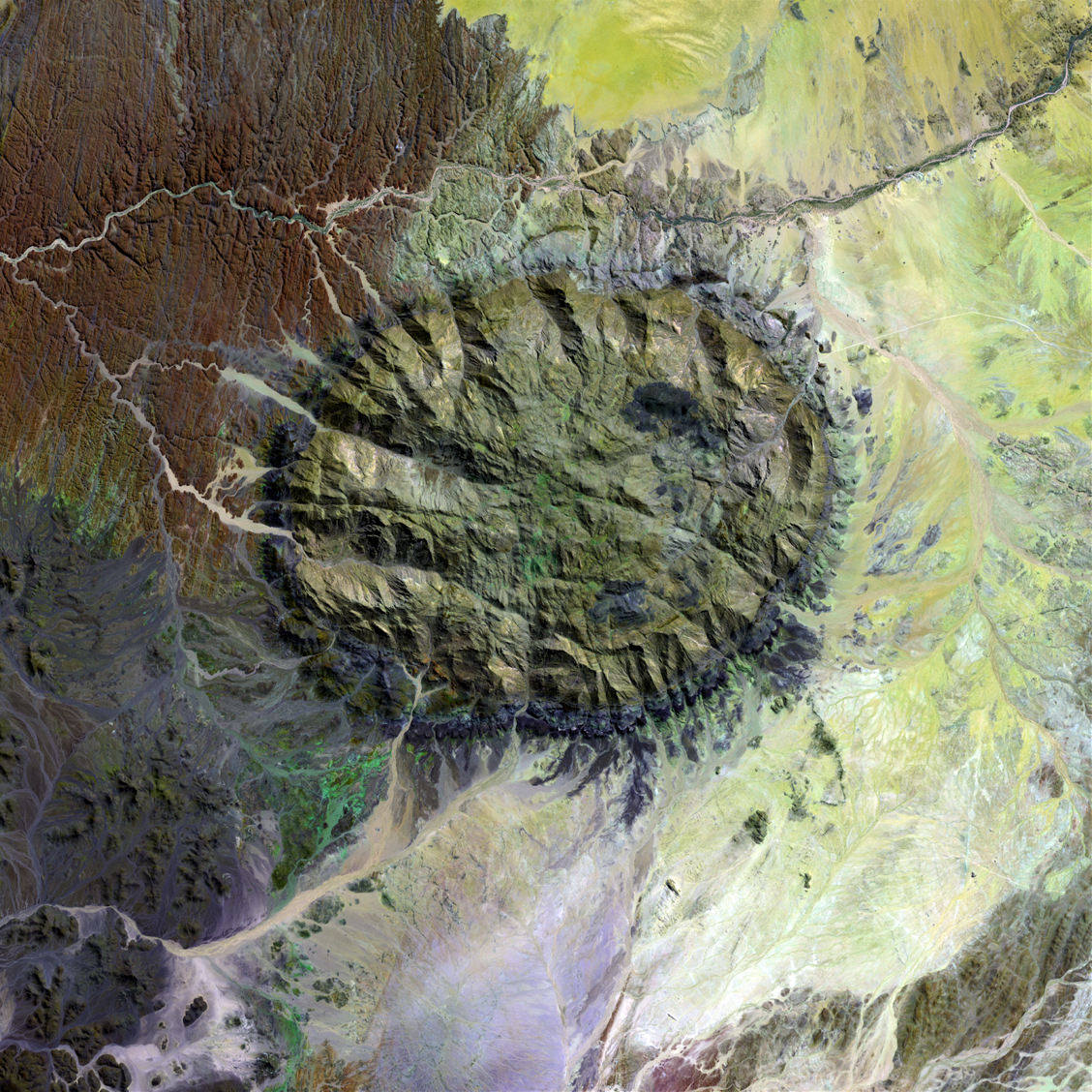
ブランドバーグ山周辺の衛星写真。中央に見える円形の台地のように見える場所がブランドバーグ山である。

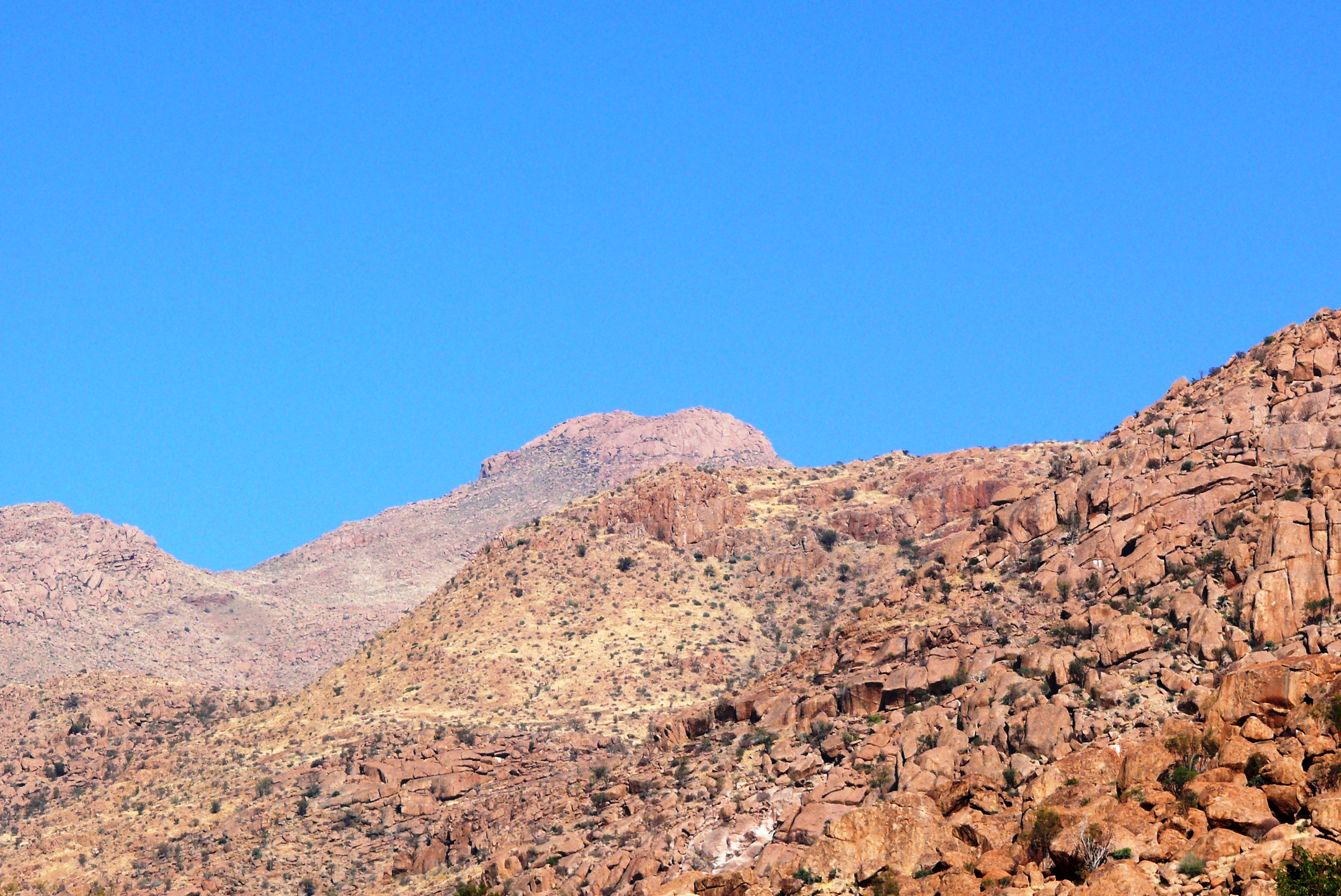
王の石、Königstein。ナミビア国内における最高点。

ブランドバーグ山は南緯21度08分57秒、東経14度34分39秒に位置する

。
山頂はドイツ語で「王の石」を意味する語である「Königstein」と呼ばれている。標高は2606mであり、ナミビアの最高標高地点である。この山は約650km2の面積を持つ大きな山体である上に、この山の周囲に広がっているナミブ沙漠は平坦な地形なので、よく晴れていれば遠い場所からでもこの山を見ることができる。なお、この山は固有種も見られるなど、独特な生態系を有している。この山から最も近い集落はウイスであり、この山から約30kmの距離にある。山中にある谷に存在する洞窟には、古代の壁画が残されている場所も見られる。
「ブランドバーグ」とは、アフリカーンス語やオランダ語やドイツ語において「炎の山」という意味である。これは太陽光を浴びている時に、この山が時々赤く見えることに由来している。なおダマラ族は、この山を「ダワレス」と呼ぶが、これは「燃えている山」という意味であり、意味としては似ている。この他ヘレロ語においては「オムクルバロ」と呼んでおり、こちらは「神々の山」という意味である。